# Nati nel 1980/Giugno
| Questa pagina contiene informazioni ricavate automaticamente dalle voci biografiche con l'ausilio del template Bio e di un bot. L'aggiornamento è periodico e automatico e ricostruisce completamente la pagina. Se manca una persona in questa lista, sei pregato di non aggiungerla, ma accertati piuttosto che la sua voce biografica contenga il template Bio e che i dati anagrafici siano correttamente compilati. Se il template Bio manca, inseriscilo tu stesso o, in alternativa, metti l'avviso {{tmp\|Bio}} che ne segnala la mancanza. Se i dati riportati sono sbagliati, correggi direttamente la voce biografica; le modifiche saranno visibili in questa lista entro pochi giorni. Per chiarimenti vedi il progetto biografie. La lista contiene solo le 402 persone che sono citate nell'enciclopedia e per le quali è stato implementato correttamente il template Bio. Pagina aggiornata al 18 ago 2025. |

- 1º giugno - Ruslan Abbasov, ex calciatore azero
- 1º giugno - Lee Byrne, rugbista a 15 gallese
- 1º giugno - Mitsuru Chiyotanda, ex calciatore giapponese
- 1º giugno - Geisa Coutinho, velocista brasiliana
- 1º giugno - Arne Dankers, ex pattinatore di velocità su ghiaccio canadese
- 1º giugno - Martin Devaney, ex calciatore inglese
- 1º giugno - Roberta Di Lorenzo, cantautrice italiana
- 1º giugno - Andrea Gentile, politico italiano
- 1º giugno - Oliver James, attore e musicista britannico
- 1º giugno - Masaya Kikawada, attore giapponese
- 1º giugno - Brent Lakatos, atleta paralimpico canadese
- 1º giugno - Johann Muller, rugbista a 15 sudafricano
- 1º giugno - Ağası Məmmədov, ex pugile azero
- 1º giugno - Mattias Weinhandl, ex hockeista su ghiaccio svedese
- 1º giugno - Jason Woliner, regista, sceneggiatore e attore statunitense
- 2 giugno - Alessandro Raveggi, scrittore e saggista italiano
- 2 giugno - Dola Banerjee, ex arciera indiana
- 2 giugno - Aurélia Beigneux, politica francese
- 2 giugno - Caio Blat, attore cinematografico e attore teatrale brasiliano
- 2 giugno - Mariano Bogliacino, ex calciatore uruguaiano
- 2 giugno - Brian Bowles, artista marziale misto statunitense
- 2 giugno - Leigh Bromby, ex calciatore inglese
- 2 giugno - Guilherme Giovannoni, ex cestista brasiliano
- 2 giugno - Nacissela Maurício, ex cestista angolana
- 2 giugno - Fabrizio Moretti, batterista brasiliano
- 2 giugno - Alexia Oberstolz, ex mezzofondista italiana
- 2 giugno - Aleksandra Przybysz, ex pallavolista polacca
- 2 giugno - Bobby Simmons, ex cestista statunitense
- 2 giugno - Esteban Solari, allenatore di calcio e ex calciatore argentino
- 2 giugno - Shingo Suetsugu, velocista giapponese
- 2 giugno - Abby Wambach, ex calciatrice statunitense
- 2 giugno - Tomasz Wróblewski, musicista polacco
- 2 giugno - Lindsey Yamasaki, ex cestista e allenatrice di pallacanestro statunitense
- 3 giugno - Zakaria Aboub, ex calciatore marocchino
- 3 giugno - Davide Albano, doppiatore italiano
- 3 giugno - Amauri, ex calciatore brasiliano
- 3 giugno - An Kum-ae, judoka nordcoreana
- 3 giugno - The Blade, wrestler statunitense
- 3 giugno - Francia Manzanillo, ex multiplista dominicana
- 3 giugno - Brandon Moore, giocatore di football americano statunitense
- 3 giugno - Justin Norris, nuotatore australiano
- 3 giugno - Lazaros Papadopoulos, ex cestista greco
- 3 giugno - Pierdavide Romani, ex pattinatore di velocità in-line italiano
- 3 giugno - Sng Ju Wei, ex nuotatore singaporiano
- 3 giugno - Keiji Suzuki, judoka giapponese
- 3 giugno - Tamim bin Hamad Al Thani, emiro qatariota
- 3 giugno - Ioannis Tamouridis, dirigente sportivo, ex ciclista su strada e pistard greco
- 3 giugno - Sanja Tomašević, allenatrice di pallavolo e ex pallavolista serba
- 3 giugno - Ibrahim Yattara, allenatore di calcio e calciatore guineano
- 4 giugno - Pontus Farnerud, ex calciatore svedese
- 4 giugno - Bobby Hassell, ex calciatore inglese
- 4 giugno - Thor Kristensen, canottiere danese
- 4 giugno - Pablo Nieto, dirigente sportivo e pilota motociclistico spagnolo
- 4 giugno - Philip Olivier, attore inglese
- 4 giugno - Chris Pappas, politico statunitense
- 4 giugno - Jaime Silva, ex cestista portoghese
- 4 giugno - Fabio Tuiach, ex pugile e ex politico italiano
- 5 giugno - Abdulaziz Ali, ex calciatore qatariota
- 5 giugno - Davit Bolkvadze, ex calciatore georgiano
- 5 giugno - Allan Borgvardt, ex calciatore danese
- 5 giugno - Rupeni Caucaunibuca, ex rugbista a 15 figiano
- 5 giugno - Rik De Voest, ex tennista sudafricano
- 5 giugno - Mike Fisher, ex hockeista su ghiaccio canadese
- 5 giugno - Nigel Freminot, ex calciatore seychellese
- 5 giugno - Karol Križan, ex hockeista su ghiaccio slovacco
- 5 giugno - Irina Lungu, soprano russo
- 5 giugno - Geoff May, pilota motociclistico statunitense
- 5 giugno - Samuele Pinna, presbitero, teologo e scrittore italiano
- 6 giugno - Giancane, cantautore e musicista italiano
- 6 giugno - Rafael Arlex Castillo, ex calciatore colombiano
- 6 giugno - Hans Martin Gjedrem, ex biatleta e fondista norvegese
- 6 giugno - Pete Hegseth, ex militare, politico e conduttore televisivo statunitense
- 6 giugno - Sven Knoll, politico italiano
- 6 giugno - Liang Junjie, ex calciatore macaense
- 6 giugno - Mmusi Maimane, politico sudafricano
- 6 giugno - Peter Mosely, bassista e tastierista statunitense
- 6 giugno - Hiroshi Shiibashi, fumettista giapponese
- 6 giugno - Ingrid Šišković, pallavolista croata
- 6 giugno - Aboubakar Soumahoro, sindacalista e politico italiano
- 6 giugno - Zuzana Žirková, ex cestista e allenatrice di pallacanestro slovacca
- 7 giugno - Ali Al-Nono, ex calciatore yemenita
- 7 giugno - Asha Ali, cantante etiope
- 7 giugno - Henkka T. Blacksmith, bassista finlandese
- 7 giugno - Jessica Gillarduzzi, bobbista italiana
- 7 giugno - Vanessa Giunchi, pattinatrice artistica su ghiaccio italiana
- 7 giugno - Shahar Gordon, ex cestista israeliano
- 7 giugno - Jade Johnson, ex lunghista britannica
- 7 giugno - Gabriela Lastra, ex tennista statunitense
- 7 giugno - Ed Moses, nuotatore statunitense
- 7 giugno - Giacomo Pastorino, ex pallanuotista italiano
- 7 giugno - Berni Rodríguez, ex cestista e dirigente sportivo spagnolo
- 7 giugno - Esmeral Tunçluer, ex cestista turca
- 8 giugno - Sonia Bompastor, allenatrice di calcio e ex calciatrice francese
- 8 giugno - Robert Fucilla, attore e produttore cinematografico inglese
- 8 giugno - Silvio González, ex calciatore argentino
- 8 giugno - David Holoubek, allenatore di calcio ceco
- 8 giugno - Jesika Jiménez, schermitrice panamense
- 8 giugno - Gustavo Manduca, allenatore di calcio e ex calciatore brasiliano
- 8 giugno - Sergio Mantecón, dirigente sportivo, allenatore di calcio e ex calciatore spagnolo
- 9 giugno - Julio Bevacqua, ex calciatore argentino
- 9 giugno - Alessandro Brannetti, pilota motociclistico italiano
- 9 giugno - Dan Craig, allenatore di pallacanestro e dirigente sportivo statunitense
- 9 giugno - Bastian Dankert, arbitro di calcio tedesco
- 9 giugno - Jimmy De Wulf, allenatore di calcio e ex calciatore belga
- 9 giugno - James DeBello, attore statunitense
- 9 giugno - Slavko Gak, pallanuotista serbo
- 9 giugno - Christian Gemmel, pilota motociclistico tedesco
- 9 giugno - Anthony Geslin, ex ciclista su strada francese
- 9 giugno - Marcos González, ex calciatore cileno
- 9 giugno - Udonis Haslem, ex cestista statunitense
- 9 giugno - Jouni Kaitainen, ex combinatista nordico finlandese
- 9 giugno - Sascha Kirschstein, ex calciatore tedesco
- 9 giugno - Nikolai Novosjolov, schermidore estone
- 9 giugno - Kevin Owens, ex cestista statunitense
- 9 giugno - D'banj, cantante nigeriano
- 9 giugno - Lehlohonolo Seema, allenatore di calcio e ex calciatore lesothiano
- 9 giugno - Kana Ueda, doppiatrice giapponese
- 9 giugno - Marcin Wasilewski, ex calciatore polacco
- 9 giugno - David Williams, giocatore di poker statunitense
- 10 giugno - Benji Davies, illustratore britannico
- 10 giugno - Jessica DiCicco, attrice e doppiatrice statunitense
- 10 giugno - Courtney Eldridge, ex cestista statunitense
- 10 giugno - Justin Eveson, cestista australiano
- 10 giugno - Jovanka Houska, scacchista britannica
- 10 giugno - Juan Francisco Martínez Modesto, ex calciatore spagnolo
- 10 giugno - Marco Marzano, dirigente sportivo e ex ciclista su strada italiano
- 10 giugno - Matuzalém, allenatore di calcio e ex calciatore brasiliano
- 10 giugno - Bambang Pamungkas, ex calciatore indonesiano
- 10 giugno - Loris Reina, ex calciatore francese
- 10 giugno - Daniele Seccarecci, culturista italiano († 2013)
- 10 giugno - Malin Svahnström, ex nuotatrice svedese
- 10 giugno - Wang Yuegu, tennistavolista singaporiana
- 10 giugno - Marte Wulff, cantante norvegese
- 10 giugno - Abhishek Yadav, ex calciatore indiano
- 10 giugno - Azizon Abdul Kadir, calciatore malese
- 11 giugno - Emmanuel Ake, ex calciatore keniota
- 11 giugno - Jennifer Armentrout, scrittrice statunitense
- 11 giugno - Antonio Bocchetti, ex calciatore italiano
- 11 giugno - Piero De Luca, politico italiano
- 11 giugno - Alice Fagioli, ex canoista italiana
- 11 giugno - Matteo Gritti, ex calciatore italiano
- 11 giugno - Aleksandr Miloserdov, ex cestista russo
- 11 giugno - Javier Muñoz, ex calciatore argentino
- 11 giugno - Roberto Muñiz, pallavolista portoricano
- 11 giugno - Stefan Rodevåg, ex calciatore svedese
- 11 giugno - Levente Szuper, ex hockeista su ghiaccio ungherese
- 11 giugno - Goran Vojnović, scrittore, regista e sceneggiatore sloveno
- 11 giugno - Lamayn Wilson, ex cestista statunitense
- 12 giugno - Brett Blizzard, ex cestista statunitense
- 12 giugno - Marco Bortolami, allenatore di rugby a 15 e ex rugbista a 15 italiano
- 12 giugno - Chris Burns, pilota motociclistico britannico
- 12 giugno - Benoît Caranobe, ginnasta francese
- 12 giugno - Carly Craig, attrice statunitense
- 12 giugno - Massimiliano Dentali, velocista italiano
- 12 giugno - Antonio José Díaz, karateka venezuelano
- 12 giugno - Walter Erviti, allenatore di calcio e ex calciatore argentino
- 12 giugno - Sabrina Filzmoser, judoka austriaca
- 12 giugno - Michal Kubala, ex calciatore slovacco
- 12 giugno - Denys Monastyrs'kyj, politico ucraino († 2023)
- 12 giugno - Camille Muzinga, ex calciatore della Repubblica Democratica del Congo
- 12 giugno - Jackson Quiñónez, ex ostacolista ecuadoriano
- 12 giugno - Ifet Taljević, ex calciatore serbo
- 12 giugno - Filip Videnov, ex cestista bulgaro
- 13 giugno - Dmitrij Berestov, ex sollevatore russo
- 13 giugno - Efstrat Billa, allenatore di calcio e ex calciatore albanese
- 13 giugno - Mauro Carbonaro, giornalista e scrittore italiano
- 13 giugno - Sarah Connor, cantante tedesca
- 13 giugno - Alistair Cragg, ex mezzofondista irlandese
- 13 giugno - Emanuele Della Felba, ex cestista italiano
- 13 giugno - Rafael Fernández Pérez, ex giocatore di calcio a 5 spagnolo
- 13 giugno - Benny Greb, batterista tedesco
- 13 giugno - Rod Grizzard, ex cestista statunitense
- 13 giugno - Stefan Höhener, ex slittinista svizzero
- 13 giugno - Carlos Jayme, nuotatore brasiliano
- 13 giugno - Linton Johnson, cestista statunitense
- 13 giugno - Christopher Kas, ex tennista tedesco
- 13 giugno - Florent Malouda, allenatore di calcio e ex calciatore francese
- 13 giugno - Maja Matevžič, ex tennista slovena
- 13 giugno - Candace McNamee, pallavolista statunitense
- 13 giugno - Morten Moldskred, ex calciatore norvegese
- 13 giugno - Jamario Moon, ex cestista statunitense
- 13 giugno - Juan Carlos Navarro, ex cestista e dirigente sportivo spagnolo
- 13 giugno - Maho Nonami, attrice giapponese
- 13 giugno - Simone Santi Gubini, compositore italiano
- 13 giugno - José Torrealba, ex calciatore venezuelano
- 13 giugno - Darius Vassell, ex calciatore inglese
- 13 giugno - Markus Winkelhock, pilota automobilistico tedesco
- 14 giugno - Florent Batta, arbitro di calcio francese
- 14 giugno - Vittorio Brumotti, conduttore televisivo e ciclista italiano
- 14 giugno - Martin van Essen, compositore di scacchi olandese
- 14 giugno - Bryon Friedman, ex sciatore alpino statunitense
- 14 giugno - Marine Galstyan, attrice e regista teatrale armena
- 14 giugno - Elena Karpova, ex cestista russa
- 14 giugno - Alastair Kellock, rugbista a 15 britannico
- 14 giugno - Bertrand Ketchanke, ex calciatore mauritano
- 14 giugno - Elva Margariti, architetto e politico albanese
- 14 giugno - Diego Pinheiro da Silva, ex cestista brasiliano
- 14 giugno - Clay Tucker, ex cestista statunitense
- 15 giugno - Mary Carey, ex attrice pornografica, regista e politica statunitense
- 15 giugno - Christopher Castile, attore statunitense
- 15 giugno - Almudena Cid, ex ginnasta spagnola
- 15 giugno - Oleh Junakov, scrittore e giornalista ucraino
- 15 giugno - Erik Kratz, ex giocatore di baseball statunitense
- 15 giugno - David Lyons, rugbista a 15 australiano
- 15 giugno - Manuel Martínez Lara, ex calciatore spagnolo
- 15 giugno - Meda, cantante kosovaro
- 15 giugno - Julian Reichelt, giornalista tedesco
- 15 giugno - Iker Romero, ex pallamanista e allenatore di pallamano spagnolo
- 15 giugno - Benjamin Varonian, ex ginnasta francese
- 15 giugno - Milan Zagorac, ex calciatore serbo
- 16 giugno - Brandon Armstrong, ex cestista statunitense
- 16 giugno - Brandão, allenatore di calcio e ex calciatore brasiliano
- 16 giugno - Cristian Campestrini, calciatore argentino
- 16 giugno - Francesco Cipolla, allenatore di calcio a 5 italiano
- 16 giugno - Jonathan Cisternas, ex calciatore cileno
- 16 giugno - Jonathan Cohen, attore, regista e produttore cinematografico francese
- 16 giugno - Marco Di Lauro, mafioso italiano
- 16 giugno - Marcus Ekenberg, calciatore svedese
- 16 giugno - Brad Gushue, giocatore di curling canadese
- 16 giugno - Henri Häkkinen, tiratore a segno finlandese
- 16 giugno - Sibel Kekilli, attrice e ex attrice pornografica tedesca
- 16 giugno - Robbie Neilson, allenatore di calcio e ex calciatore scozzese
- 16 giugno - Daré Nibombé, allenatore di calcio e ex calciatore togolese
- 16 giugno - Renatus Njohole, ex calciatore tanzaniano
- 16 giugno - Paulo Jorge Soares Gomes, allenatore di calcio e ex calciatore portoghese
- 16 giugno - Marco Antonio Rubio, pugile messicano
- 16 giugno - Jason Smith, politico statunitense
- 16 giugno - Martin Stranzl, ex calciatore austriaco
- 16 giugno - Justin Tranter, cantautore, stilista e attivista statunitense
- 16 giugno - Marcos Venâncio de Albuquerque, ex calciatore brasiliano
- 16 giugno - Evie Wyld, scrittrice britannica
- 16 giugno - Joey Yung, cantante e attrice cinese
- 16 giugno - Nevriye Yılmaz, ex cestista turca
- 17 giugno - Karen Aleksanyan, ex calciatore armeno
- 17 giugno - Ana Paula Ferreira, ex pallavolista brasiliana
- 17 giugno - Sıla Gençoğlu, cantante turca
- 17 giugno - Roberto Musso, allenatore di calcio e ex calciatore italiano
- 17 giugno - Elisa Rigaudo, ex marciatrice italiana
- 17 giugno - Marco Sansovini, allenatore di calcio e ex calciatore italiano
- 17 giugno - César Soto Grado, arbitro di calcio spagnolo
- 17 giugno - Jamaal Thomas, ex cestista statunitense
- 17 giugno - Venus Williams, tennista statunitense
- 17 giugno - Bojan Zajić, allenatore di calcio e ex calciatore serbo
- 18 giugno - Musa Audu, velocista nigeriano
- 18 giugno - Kevin Bishop, attore britannico
- 18 giugno - Immacolata Cerasuolo, nuotatrice italiana
- 18 giugno - Osvaldo Di Dio, chitarrista e compositore italiano
- 18 giugno - Casey Dunning, ex rugbista a 15 e allenatore di rugby a 15 australiano
- 18 giugno - Antonio Gates, ex giocatore di football americano statunitense
- 18 giugno - David Giuntoli, attore statunitense
- 18 giugno - Sergej Kirdjapkin, marciatore russo
- 18 giugno - Nicolás Mateo, attore e musicista argentino
- 18 giugno - Craig Mottram, mezzofondista australiano
- 18 giugno - Matteo Musso, giornalista italiano
- 18 giugno - Antero Niittymäki, ex hockeista su ghiaccio finlandese
- 18 giugno - Michael Sullivan, rugbista a 13 australiano
- 18 giugno - Michael Wimmer, allenatore di calcio e ex calciatore tedesco
- 19 giugno - Sanjay Ayre, ex velocista giamaicano
- 19 giugno - Neil Brown Jr., attore statunitense
- 19 giugno - Milka Loff Fernandes, conduttrice televisiva e attrice tedesca
- 19 giugno - Marco Furfaro, politico italiano
- 19 giugno - Lauren Lee Smith, attrice canadese
- 19 giugno - Arkadiusz Malarz, ex calciatore polacco
- 19 giugno - Leon Rodgers, ex cestista statunitense
- 19 giugno - Sean Rosenthal, giocatore di beach volley statunitense
- 19 giugno - Jason White, ex giocatore di football americano statunitense
- 19 giugno - Lance Williams, ex cestista statunitense
- 20 giugno - Aljaksej Abalmasaŭ, canoista bielorusso
- 20 giugno - Rone, musicista francese
- 20 giugno - Pieter Collen, ex calciatore belga
- 20 giugno - Angelina Crow, attrice pornografica ungherese
- 20 giugno - Carlo Festuccia, dirigente sportivo, allenatore di rugby a 15 e ex rugbista a 15 italiano
- 20 giugno - Sunday Ibrahim, ex calciatore nigeriano
- 20 giugno - Li Yan, ex calciatore cinese
- 20 giugno - Tony Lovato, cantante e chitarrista statunitense
- 20 giugno - Milovan Mirošević, ex calciatore cileno
- 20 giugno - Marios Mpatīs, allenatore di pallacanestro e ex cestista greco
- 20 giugno - Franco Semioli, allenatore di calcio e ex calciatore italiano
- 20 giugno - Tika Sumpter, attrice, modella e cantante statunitense
- 20 giugno - Fabian Wegmann, ex ciclista su strada tedesco
- 21 giugno - Luca Anania, allenatore di calcio e ex calciatore italiano
- 21 giugno - Lucie Blahůšková, ex cestista ceca
- 21 giugno - Branko Bošković, ex calciatore montenegrino
- 21 giugno - Martin Horáček, ex calciatore ceco
- 21 giugno - Richard Jefferson, ex cestista statunitense
- 21 giugno - Wanuri Kahiu, regista keniota
- 21 giugno - Preeya Kalidas, attrice e cantante britannica
- 21 giugno - Federico Kammerichs, ex cestista argentino
- 21 giugno - Lucia Kimani, maratoneta keniota
- 21 giugno - Silvina Luna, attrice televisiva argentina († 2023)
- 21 giugno - Tariq Spezie, ex calciatore spagnolo
- 21 giugno - Gari Uranga, ex calciatore spagnolo
- 21 giugno - Gérard de Rooy, pilota di rally olandese
- 21 giugno - Barış Özcan, ex cestista turco
- 22 giugno - Davy Arnaud, allenatore di calcio e ex calciatore statunitense
- 22 giugno - Il'ja Bryzgalov, ex hockeista su ghiaccio russo
- 22 giugno - Stephanie Jacobsen, attrice australiana
- 22 giugno - Marius Mapou, calciatore francese
- 22 giugno - Jade Marcela, ex attrice pornografica e regista statunitense
- 22 giugno - Blake Moore, politico statunitense
- 23 giugno - David Andersen, ex cestista australiano
- 23 giugno - Nivaldo Batista Santana, ex calciatore brasiliano
- 23 giugno - Manus Boonjumnong, pugile thailandese
- 23 giugno - Becky Cloonan, fumettista statunitense
- 23 giugno - Gillian Ferrari, hockeista su ghiaccio canadese
- 23 giugno - Heath Freeman, attore statunitense († 2021)
- 23 giugno - Genti Gjondedaj, ex calciatore albanese
- 23 giugno - Martin Höhener, allenatore di hockey su ghiaccio e ex hockeista su ghiaccio svizzero
- 23 giugno - Marissa Irvin, ex tennista statunitense
- 23 giugno - Davide La Rosa, fumettista, scrittore e sceneggiatore italiano
- 23 giugno - Jovan Markoski, allenatore di calcio e ex calciatore serbo
- 23 giugno - Tony Mårtensson, dirigente sportivo e ex hockeista su ghiaccio svedese
- 23 giugno - Daniel Örlund, ex calciatore svedese
- 23 giugno - Massimilian Porcello, ex calciatore tedesco
- 23 giugno - Melissa Rauch, attrice statunitense
- 23 giugno - Francesca Schiavone, allenatrice di tennis e ex tennista italiana
- 23 giugno - Matias Varela, attore svedese
- 24 giugno - Liane Balaban, attrice e modella canadese
- 24 giugno - Cicinho, ex calciatore brasiliano
- 24 giugno - Nina Dübbers, ex tennista tedesca
- 24 giugno - Aitor Egurrola, hockeista su pista spagnolo
- 24 giugno - Edoardo Frau, sciatore d'erba italiano
- 24 giugno - Chris Jones, rugbista a 15 inglese
- 24 giugno - Minka Kelly, attrice statunitense
- 24 giugno - Joel Muñoz, cestista panamense
- 24 giugno - Lisa Tormena, giornalista e regista italiana
- 24 giugno - Amirah Vann, attrice statunitense
- 25 giugno - Sébastien Caron, hockeista su ghiaccio canadese
- 25 giugno - Inma Cuesta, attrice spagnola
- 25 giugno - Sarah Daninthe, schermitrice francese
- 25 giugno - Esther Elisha, attrice italiana
- 25 giugno - Jack Jaselli, cantautore e chitarrista italiano
- 25 giugno - Jermaine Johnson, calciatore giamaicano
- 25 giugno - Philippe Lacheau, attore, comico e cabarettista francese
- 25 giugno - Shannon Lucio, attrice statunitense
- 25 giugno - Diana Morant, politica spagnola
- 25 giugno - Robert Müller, hockeista su ghiaccio tedesco († 2009)
- 25 giugno - Alexandru Nazare, politico rumeno
- 25 giugno - Mattia Signorini, scrittore italiano
- 25 giugno - Frane Čačić, ex calciatore croato
- 26 giugno - Cem Akkanat, attore belga
- 26 giugno - Hassan Mudhafar Al-Gheilani, calciatore omanita
- 26 giugno - Federica Biscia, ex nuotatrice italiana
- 26 giugno - Juan Carlos Blengio, allenatore di calcio e ex calciatore argentino
- 26 giugno - Albert Cabestany, pilota motociclistico spagnolo
- 26 giugno - Sinik, rapper francese
- 26 giugno - Ignacio Pérez Santamaría, ex calciatore spagnolo
- 26 giugno - Géraldine Robert, ex cestista gabonese
- 26 giugno - Jason Schwartzman, attore, sceneggiatore e batterista statunitense
- 26 giugno - Federico Van Lacke, ex cestista argentino
- 26 giugno - Marco Vélez, allenatore di calcio e ex calciatore portoricano
- 26 giugno - Rémy Vercoutre, allenatore di calcio e ex calciatore francese
- 26 giugno - Michael Vick, ex giocatore di football americano statunitense
- 27 giugno - Sérgio Paulo Barbosa Valente, ex calciatore portoghese
- 27 giugno - Juanma Barrero, ex calciatore spagnolo
- 27 giugno - Ben Bocquelet, animatore inglese
- 27 giugno - Hugo Campagnaro, allenatore di calcio e ex calciatore argentino
- 27 giugno - Lena Chamamyan, cantante siriana
- 27 giugno - Priscah Cherono, mezzofondista keniota
- 27 giugno - Vladan Čukić, ex calciatore serbo
- 27 giugno - Takahiro Futagawa, allenatore di calcio e ex calciatore giapponese
- 27 giugno - Leandro García Morales, cestista uruguaiano
- 27 giugno - Marco Justo, allenatore di pallacanestro spagnolo
- 27 giugno - Dato Kvirkvelia, allenatore di calcio e ex calciatore georgiano
- 27 giugno - Balázs Lengyel, schermidore ungherese
- 27 giugno - Tomohiro Matsunaga, lottatore giapponese
- 27 giugno - Árpád Mihály, hockeista su ghiaccio rumeno
- 27 giugno - Alexander Peya, allenatore di tennis e ex tennista austriaco
- 27 giugno - Kevin Pietersen, crickettista britannico
- 27 giugno - Dmitrij Pirog, ex pugile russo
- 27 giugno - Craig Terrill, giocatore di football americano statunitense
- 27 giugno - Michelangelo Tommaso, attore italiano
- 28 giugno - Andrea Benetti, ex canoista italiano
- 28 giugno - Maurizio Domizzi, allenatore di calcio e ex calciatore italiano
- 28 giugno - Marcel Herzog, dirigente sportivo e ex calciatore svizzero
- 28 giugno - Birger Maertens, ex calciatore belga
- 28 giugno - Mirza Mešić, ex calciatore bosniaco
- 28 giugno - Jevgeni Novikov, ex calciatore estone
- 28 giugno - Roi Reinshreiber, arbitro di calcio israeliano
- 28 giugno - Flávio Saretta, ex tennista brasiliano
- 28 giugno - Valeria Vaglio, cantautrice italiana
- 28 giugno - Rodney White, ex cestista statunitense
- 29 giugno - Georgia Brown, cantautrice italiana
- 29 giugno - Teja Gregorin, ex biatleta e fondista slovena
- 29 giugno - Katherine Jenkins, mezzosoprano britannica
- 29 giugno - Marcel Kolaja, ingegnere e politico ceco
- 29 giugno - Ivan Krstić, calciatore jugoslavo († 2000)
- 29 giugno - Martin Truex Jr., pilota automobilistico statunitense
- 29 giugno - Yuka Yamazaki, ex calciatrice giapponese
- 29 giugno - Zhang Pengxiang, scacchista cinese
- 29 giugno - Petar Šuto, ex calciatore croato
- 30 giugno - Nourdin Boukhari, allenatore di calcio e ex calciatore marocchino
- 30 giugno - Viola Carofalo, politica e saggista italiana
- 30 giugno - Pietro Casella, attore italiano
- 30 giugno - Pasi Ikonen, orientista finlandese († 2024)
- 30 giugno - Seyi Olofinjana, ex calciatore nigeriano
- 30 giugno - Cody Pickett, ex giocatore di football americano statunitense
- 30 giugno - Rade Prica, ex calciatore svedese
- 30 giugno - Johan Reinholdz, chitarrista svedese
- 30 giugno - Morten Skoubo, ex calciatore danese
- 30 giugno - Alireza Vahedi Nikbakht, allenatore di calcio e ex calciatore iraniano
- 30 giugno - Wassana Winatho, multiplista e ostacolista thailandese